# Glaen

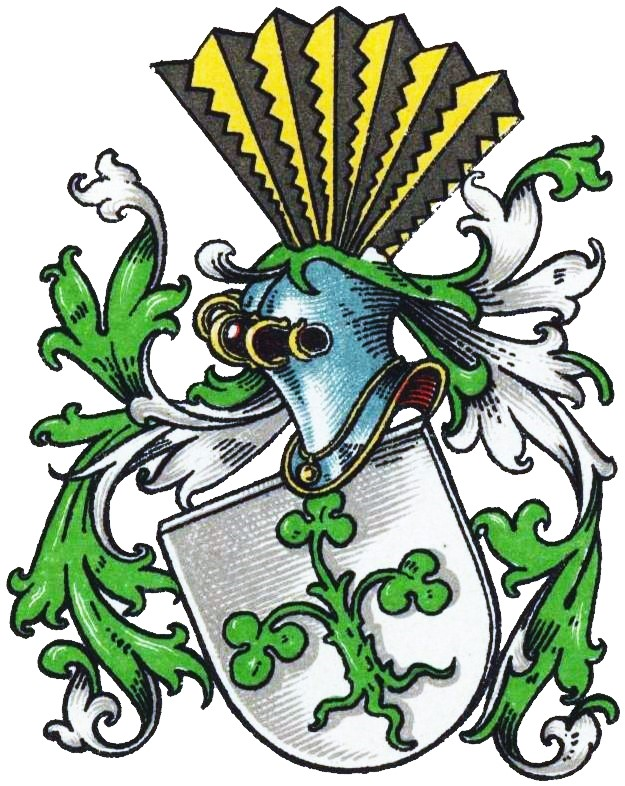
Wappen derer von Glaen im Wappenbuch des Westfälischen Adels

Glaen (auch Glane oder Glahn) ist der Name eines westfälisch-niedersächsischen Adelsgeschlechts.

## Geschichte

Altahlen und Haus Severinghausen (südwestlich von Ahlen) auf einer Karte aus dem 19. Jahrhundert

Das Geschlecht hatte seinen namensgebenden Stammsitz in Glane im Osnabrückschen. Später saß es auf Haus Severinghausen im westfälischen Altahlen, heute Teil der Stadt Ahlen.
Die Familie erscheint erstmals 1182 mit dem Ministerialen Nortbertus de Glane in einer Urkunde des Osnabrücker Bischofs Arnold († 1190). In einer weiteren Urkunde Arnolds von 1186 werden Frithericus de Glane und Arnoldus de Glane unter den Edelherren-Zeugen (laici nobiles) erwähnt.
Die Brüder Hermann und Ulrich von Glane erscheinen im Jahr 1216/7, als diese verschiedene Zehnten des Klosters Iburg in Lienen, Meckelwege und Riesenbeck sowie von dem Hof Welinchove, die sie sich widerrechtlich angeeignet hatten, nach Exkommunikation durch den Osnabrücker Bischof Adolf von Tecklenburg († 1224) aufgeben mussten. Nach dem Tod des Bischofs versuchten Hermann und Ulrich von Glane 1224 erneut den Zehnten in ihre Gewalt zu bekommen. Bischof Konrad I. von Velber († 1238) verfügte daraufhin 1230 einen Vergleich, der vorsah, dass der Iburger Abt den Brüdern für ihren Verzicht einmalig 64 Mark zahlen sollte, was auch geschah. 1236 gehörte Herman de Glane zu den 22 Osnabrücker Dienstmännern, die für die Osnabrücker Kirche einen mit dem Grafen von Tecklenburg geschlossenen Frieden beschwörten. Ritter Fridericus de Glane bezeugte 1243 und 1249 je eine Urkunde. 1252 verkaufte Ritter Hermann von Glane dem damaligen Iburger Abt für dreizehn Mark das Gericht in dem Flecken Iburg. Erst kurz zuvor hatte Hermann das Gericht von den Varendorffs übertragen bekommen.
Ein Gerhard Glane war 1318 Kanoniker zu Wunstorf. Hermann von Glane war 1373 Vikar am Osnabrücker Dom. Ein späterer Gerhard von Glane erhielt 1409 vom Mindener Bischof Wulbrand von Hallermund († 1436) Güter zu Meslage, d. h. Meßlingen im Amt Petershagen, versetzt. Engelbert von Glane tauschte 1429 mit Hermann von Dummestorpe verschiedene Güter. 1438 kaufte derselbe zwei Häuser an der Kampstraße in Osnabrück. Johann von Glane war 1447 und noch 1483 Dekan zu St. Aegidii in Wiedenbrück.
1481 wurde die ehrwürdige und fromme Jungfrau Benedicta von Glane († 1522) Äbtissin des Klosters Oesede.
Ein zweiter Engelbert von Glaen war 1575 Osnabrücker Ratsherr. Derselbe war 1597 verstorben, als seine und der ebenfalls bereits verstorbenen Catharina von Rentelen Tochter, Margaretha von Glaen, ehemals Stiftsjungfrau des Stifts Quernheim, einen Ehevertrag mit Otto Grothaus schloss. Anwesend waren die Geschwister von Margarethe: Elsebe von Glaen, Witwe des Jorgen von dem Brincke, Engelbert von Glaen und weitere Schwestern. Der genannte Sohn Engelbert von Glaen versetzte 1624 vor dem Kämmerer der Neustadt Osnabrück für ein Darlehen von 150 Reichstalern alle seine Güter. 1626/28 wurde das Darlehen zurückgezahlt. Vermutlich derselbe Engelbert von Glaen wurde 1651 vom Osnabrücker Bischof Franz Wilhelm von Wartenberg mit zwei vor dem Johannistor zu Osnabrück gelegenen Kämpen belehnt. Ein Jahr später erhielt derselbe Engelbert von Glaen der Ältere von demselben Bischof die Erlaubnis seiner Schwägerin Friederica von Tecklenburg, Engelbert war nach einer ersten Ehe mit Anna von Schnetlage in zweiter Ehe mit Elsabein von Tecklenburg, Tochter des gräflichen Drosten zu Tecklenburg, Curt Tecklenburg, verheiratet, für eine Schuld von 670 Reichstalern seine beiden Lehngüter, Dondorfes Erbe im Kirchspiel Essen, Bauerschaft Wehrendorf, und Knostes Erbe, Kirchspiel Schledehausen, Bauerschaft Kervinckhausen, auf sechs Jahre als Hypothek zu versetzen, da seine, d. h. des Engelberts Allodialgüter dazu nicht mehr ausreichten. Die Eheleute Glaen-Tecklenburg hatten einen Sohn namens Kordt von Glaen.
Benedicta von Glaen war mit Werner Cloet zu Haus Severinghausen, Richter zu Ahlen, verheiratet. Die Eheleute kauften 1603 Hackenbüscheskamp bei Ahlen und 1621 einen halben Kamp zu Severinghausen. Durch diese Ehe Cloet-Glaen fiel Haus Severinghausen im 17. Jahrhundert per Erbschaft an die Familie Glaen.
Papst Clemens XI. verlieh 1707 dem Johann Engelbert Francis von Glaen zu Severinghausen († 1730) die Propstei des Chorherrenstiftes Heilig-Kreuz in Hildesheim. Darüber hinaus war Johann Engelbert Francis von Glaen auch Kanoniker zu St. Mauritz bei Münster.
Aus einer Adelsprobe für Elisabeth (Elise) von Glane (* 1775, † 1856), Erbtochter zu Severinghausen und Ahlen, ergibt sich folgende Stammfolge zu Severinghausen:
1. Georg Henrich von Glane (urkundl. bis 1704), Herr zu Severinghausen und Ahlen ⚭ Anna Maria Catharina von Varssem aus dem Hause Bereusdorff
2. Mauritz Frans Arnold von Glane (urkundl. bis 1749), Major der münsterischen Kavallerie, Herr zu Severinghausen und Ahlen (älterer Bruder des oben genannten Johann Engelbert Francis von Glaen, Propst und Kanoniker; weitere Geschwister: Diederich Wilhelm Josef von Glaen, Johann Mathias von Glaen, Charlotte Bernhardine von Glaen, mindestens eine weitere Schwester)[33] ⚭ Constantia von Nagel aus dem Hause Esch, Frau zu Severinghausen und Ahlen
3. Franz Maximilian Caspar von Glane (urkundl. bis 1770, 1776†), Herr zu Severinghausen und Ahlen (Bruder der Magdalena Benedicta Philipina von Glahn)[34] ⚭ Bernhardina Theresia von der Bersword aus dem Hause Auhl und Scheidingen, Frau zu Severinghausen, Eltern der o. g. Elisabeth (Franziska) von Glane. Bernhardina Theresia von Berswordt heiratete in zweiter Ehe Clemens August Baron von Geismar. Aus dieser Ehe stammte Caspar von Geismar (1783–1848), der auf Haus Severinghausen geboren wurde.

Die Familie Glaen erlosch am 13. Mai 1856 mit dem Tod der o. g. Elisabeth (Franziska) von Glaen, Frau des Rittmeisters Wilhelm Andreas Alexander von Kalckstein.

## Wappen

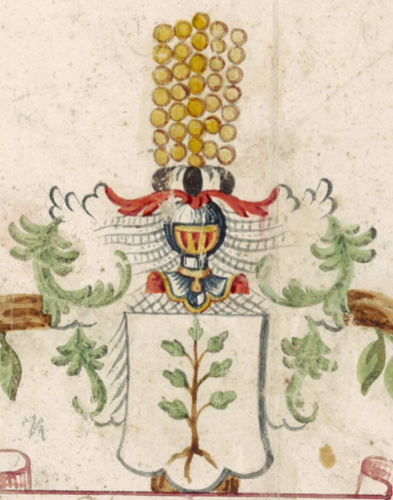
Wappen derer von Glaen in einer Adelsprobe vom Ende des 18. Jahrhunderts

Blasonierung: In Silber eine grüne ausgerissene Kleestaude mit drei Blättern. Auf dem Helm ein goldenes Schirmbrett in Fächerform mit sieben schwarzen Kerbhölzern strahlenförmig belegt. Die Helmdecken sind grün-silbern.
In einer Adelsprobe vom Ende des 18. Jahrhunderts zeigt der Schild jedoch einen ausgerissenen naturfarbigen Eichensetzling.
Die Gogreve zu Telgte führten ebenfalls einen Baumsetzling im Schild.